# Onnaing
Onnaing là một xã ở trong tỉnh Nord ở miền bắc nước Pháp. Xã này có diện tích 12,97 kilômét vuông, dân số năm 1999 là 8779 người. Xã nằm ở khu vực có độ cao trung bình 27 mét trên mực nước biển.